# 黄球花属
黄球花属（学名：Sericocalyx）是爵床科下的一个属，为草本植物。该属共有约16种，分布于印度、马来西亚至中国。